# كيت جريجوريفا
إيكاترينا سيرجيفنا جريجوريفا ((بالروسية: Екатерина Сергеевна Григорьева)‏; مواليد 15 سبتمبر 1989), المعروفة باسم كيت جريجوريفا, عارضة أزياء روسية.

## روابط خارجية
- كيت جريجوريفا على موقع IMDb (الإنجليزية)
- كيت جريجوريفا على موقع قاعدة بيانات الفيلم (الإنجليزية)
- كيت جريجوريفا على موقع دليل عارضات الأزياء (الإنجليزية)
- كيت جريجوريفا في موديلز.كوم